# Fluorek cyny(II)
Fluorek cyny(II) – nieorganiczny związek chemiczny z grupy fluorków, sól kwasu fluorowodorowego i cyny dwuwartościowej. Składnik niektórych past do zębów (stosowany w połączeniu z olaflurem). Wykazuje właściwości antybakteryjne oraz przeciwzapalne.